# Ryan Woodcock
Ryan Woodcock ist ein britischer Schauspieler und Synchronsprecher.

## Leben
Woodcock studierte von 2013 bis 2016 Schauspiel an der Guildford School of Acting. Er beendete das Studium mit einem Bachelor of Arts Abschluss. Seit 2018 arbeitet er mit Bromley Emergency Courses zusammen. Er ist seit 2015 regelmäßig als Bühnendarsteller zu sehen.
2020 spielte Woodcock eine Rolle im Kurzfilm PRAGMA. 2022 stellte er die größere Rolle des Jonathan Harker im B-Horrorfilm Dracula – The Original Living Vampire dar. Seit 2023 ist er in der Miniserie The Long Day Killer zu sehen. Als Synchronsprecher war er unter anderen in den Computerspielen Fractured Space aus dem Jahr 2016 und 2023 in Fort Solis zu hören. In letzterem Computerspiel spricht er die Figur des Nick Tout für die englischsprachige Fassung.

## Filmografie (Auswahl)
- 2020: PRAGMA (Kurzfilm)
- 2022: Dracula – The Original Living Vampire (Dracula: The Original Living Vampire)
- seit 2023: The Long Day Killer (Miniserie)

## Synchronisationen (Auswahl)
- 2016: Fractured Space (Computerspiel)
- 2023: Barmy Dale
- 2023: Fort Solis (Computerspiel)

## Theater (Auswahl)
- 2015: The Mill On The Floss, Regie: Jules Tipton, GSA
- 2015: Romeo and Juliet, Regie: Trevor Rawlins, Patalenitsa Shakespeare Company
- 2015: 13, Regie: Jaq Bessell, GSA
- 2016: The Grapes of Wrath, Regie: Jaq Bessell, GSA
- 2016: My Friend Peter, Regie: Leonie Marzecki, HookHitch Theatre
- 2017: The Circle, Regie: Samuel Lane, Vienna’s English Theatre
- 2018: The Owl and the Pussycat, Regie: Casey Jay Andrews, HookHitch Theatre
- 2018: Pressure Points, Regie: Nadia Papachronopolou, White Bear Theatre
- 2020: A Christmas Carol, Regie: Sarah Slator, This Is My Theatre
- 2021: The Tempest, Regie: Sarah Slator, This Is My Theatre
- 2021: The Snow Queen, Regie: Sarah Slator, This Is My Theatre
- 2022: Between A Man And A Woman, Regie: Scott James, JamesArts Productions
- 2023: Robin Hood, Regie: Sarah Slator, This Is My Theatre
- 2023: Much Ado About Nothing, Regie: Sarah Slator, This Is My Theatre